# Polvere da sparo (Nesli)
Polvere da sparo è un singolo del cantautore Nesli, pubblicato il 29 aprile 2022 come secondo estratto dall'undicesimo album in studio Nesliving Vol IV - Il seme cattivo.

## Descrizione
Il brano ha visto la partecipazione del rapper Jack the Smoker. Nesli ha affermato che il pezzo è nato circa un anno prima in un momento dov'è suonava i suoi strumenti e dopo Jack the Smoker gli ha mandato la sua strofa. Nesli ha in più affermato che in quel momento era esaltato come un ragazzino al suo primo concerto.

## Tracce
Testi di Francesco Tarducci, musiche di Francesco Tarducci, Giacomo Giuseppe Romano e Ciro Pisanelli.
1. Polvere da sparo – 3:39